# Mortí
Mortí is een plaats (lugar poblado) in de gemeente (distrito) Pinogana (provincie Darién) in Panama. In 2010 was het inwoneraantal 600. 